# Фабрициева сумка

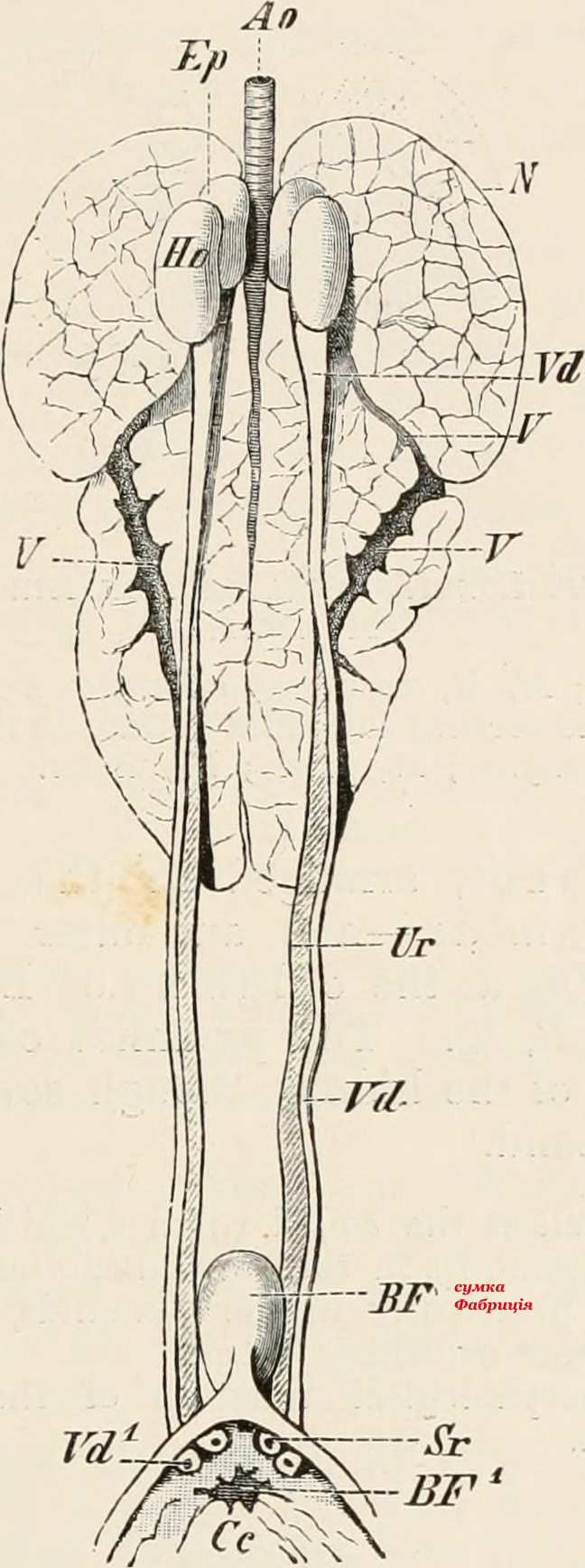
Отмечена красным

Фабрициева сумка, сумка Фабрициуса (лат. Bursa fabricii), фабрициев мешочек — лимфоэпителиальный орган, расположенный в задней части клоаки у птиц. Открыта Джероламо Фабрицием.
Представляет собой кожистое мешковидное углубление, открывающееся в самую нижнюю часть клоаки птиц со спинной стороны. Фабрициева сумка хорошо развита у всех молодых птиц до наступления половой зрелости, подвергается редукции у взрослых (в возрасте 8—9 мес) (за исключением нанду).
Аналогом сумки Фабрициуса у человека является костный мозг.

## Строение
Стенка сумки состоит из перитонеального покрова, слоя неправильно перекрещивающихся гладких мышечных волокон и слизистой оболочки, в толще которой залегают замкнутые фолликулы. Просвет сумки выстлан цилиндрическим эпителием, подобным эпителию кишечника. Непосредственно за эпителиальным слоем располагаются узелки (дольки), общее строение которых напоминает организацию долек тимуса. Кора представлена в основном плотным скоплением малых лимфоцитов. Более светлое мозговое вещество включает большие лимфоциты, плазматические клетки, макрофаги, гранулоциты, ретикулярные клетки. Эпителиальные клетки органа образуют сеть, переходящую в эпителиальные покровы просвета органа. В отличие от тимуса и других лимфоидных органов, в узелках сумки корковый слой отделен от медуллярного основной мембраной.